# بياريث
بلدية بياريث (بالإسبانية: Beariz) هي بلدية تقع في مقاطعة أورينسي التابعة لمنطقة غاليسيا شمال غرب إسبانيا.

## الديموغرافيا
بلغ عدد سكان بلدية بياريث 1.278 نسمة عام 2011 (وفقاً للمعهد الوطني للإحصاء الإسباني).
| 1.735 | 1.674 | 1.503 | 1.397 | 1.360 | 1.319 | 1.278 |